# قرية الأحساء التراثية
قرية الأحساء التراثية تعرف أيضًا بقهوة السيد هي منتجع سياحي يقع في محافظة الأحساء التابعة لمنطقة الشرقية في المملكة العربية السعودية. حيث كانت القرية منطقة زراعية ثم تحولت إلي منتجع سياحي ريفي، يحتوي علي بيوت مبنية بأدوات وأحجار تقليدية قديمة. 

## الموقع
تقع علي طريق عين الخدود، شرق مدينة الهفوف.

## الوصف
جميع محتويات القرية موخذه من الطراز الأحسائي القديم، مثل الأبواب، والنوافذ، ومواد البناء، نقوش جدران القرية، تم استخدم في بناء القرية الحجر الجيري، والطين، وجذوع وجريد النخل، والجندل، كما تشمل نقوش أحسائية مثل نقوش الطُرة، ووطية الطير، والمروحة، والمحاريب، والطاووس، والبيذانة.

## الأدب
يوجد العديد من الأركان في القرية خاصة بالشعراء منهم الشاعر سليم العبد الحي، الذي ألقى شعراً بين يدي الملك عبد العزيز آل سعود عند ذهابه إلى الأحساء، ويوجد ركن ثاني للشاعر جاسم الصحيح، ويوجد ايضًا ركن ثالث لشاعر فايز شاعر الرثاء. القرية التراثية والقهوة يشهدان أمسيات من الشعر في ليالي الجمعة، ويذهب إلي المقهى الشعراء، والأدباء، والمهندسين، والمثقفين، والمشايخ.

## متحف القرية
أنشى قيصرية تراثية في القرية، ومتحف مكون من ثلاثة أدوار على مساحة 1500 متر مربع ملاصق للمقهى، بنيا على نمط البيت الحساوي، ضم المتحف غرفاً تطل على ساحة في الوسط، وتم تخصص غرفاً للتعريف بتصاميم من تراث منطقتي القصيم وعسير، وتضم القيصرية عدداً من الحرف اليدوية السائدة قديمًا في الأحساء مثل صانع الفخار، ولبيع منتجات التمور، والصفّار لصناعة الأدوات الزراعية وصناعة دلال القهوة، ومحلاً للخوصيات، وخصص مكاناً للفنانين التشكيليين لممارسة الرسم.

## طعام القرية
يقدم في القرية والمقهى الأكلات الشعبية الأحسائية مثل الكراعين، والأرز الحساوي، والمندي، والكبسة الحساوية، يقدم أيضًا في القرية والمقهي شاي التلقيمة.